# Fragmentacja IP
Fragmentacja datagramów IP – podział pakietów protokołu IP na fragmenty o długości mniejszej lub równej MTU określonego dla warstwy łącza danego połączenia.